# Relações entre Brasil e Países Baixos
As relações entre Brasil e Países Baixos são as relações diplomáticas, históricas, culturais e econômicas estabelecidas entre o Brasil e os Países Baixos. O Brasil possui uma embaixada na Haia e um consulado em Amsterdã, e os Países Baixos são representados por uma embaixada em Brasília e consulados em Belém, Belo Horizonte, Curitiba, Fortaleza, Manaus, Natal, Porto Alegre, Recife, Salvador, Rio de Janeiro, Santos, São Paulo e Vila Velha.

## História

### Participação na economia açucareira no Brasil
O Brasil e os Países Baixos compartilham uma relação histórica e econômica, que remonta ao século XVI, quando os holandeses financiaram a implantação da indústria açucareira no Nordeste brasileiro Em troca dos seus investimentos, os holandeses receberam o direito de refinar e distribuir o açúcar brasileiro na Europa. Distrubuíram-o, principalmente na França e na Inglaterra.

### Brasil Holandês

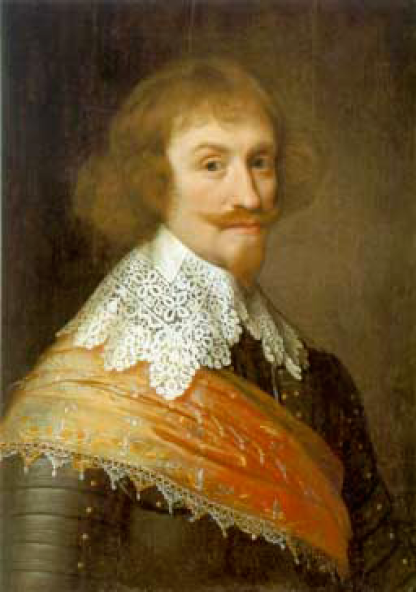
Conde Maurício de Nassau - Governador-Geral do Brasil Holandês.

A relação histórica, cultural e econômica entre os dois países tem como marco inicial a ocupação neerlandesa do Nordeste brasileiro no século XVII. Consolidado o território conquistado na região, o conde Maurício de Nassau foi nomeado governador-geral do Brasil Holandês pela Companhia Holandesa das Índias Ocidentais. Quando o conde Maurício de Nassau chegou ao Brasil, ele trouxe consigo uma comitiva formada por artistas e cientistas, que incluia os pintores holandeses Frans Post e Albert Eckhout que retrataram pela primeira vez a paisagem brasileira e os seus habitantes e o médico e natutalista holandês Guilherme Piso e o botânico Georg Marggraf que descreveram a flora, fauna e cultura do Brasil na obra científica Historia Naturalis Brasiliae.
Na gestão do conde Maurício de Nassau foram construídos em Recife pontes, diques, um jardim botânico e o primeiro observatório astronômico das Américas. A liberdade de religião instituída por ele na colônia atraíu também judeus neerlandeses, que fundaram na atual cidade de Recife o primeiro templo judáico das Américas, a Sinagoga Kahal Zur Israel.

### Imigração neerlandesa no Brasil
Em meados da década de 1850, um grupo de imigrantes neerlandeses emigraram para o Brasil e fixaram-se no Estado do Espírito Santo, onde estabelecerem as colônias Holanda e Holandinha.
Um grupo de imigrantes neerlandeses estabeleceram-se na região dos Campos Gerais do Paraná e fundaram no início de abril do ano de 1911 a Colônia de Carambeí.
Em meados de 1948, um outro grupo de imigrantes neerlandeses fixaram-se no interior de São Paulo, onde fundaram a colônia Holambra, atualmente um município emancipado.
Em virtude do centenário da imigração holandesa nos Campos Gerais do Paraná o Governo brasileiro instituiu 2011 como sendo o Ano da Holanda no Brasil.

## Acordos bilaterais
Os laços diplomáticos entre os dois países remontam ao ano de 1828, quando o Império do Brasil e o Reino Unido dos Países Baixos assinaram um Tratado de Amizade, Navegação e Comércio.
Em 1990, o Governos do Brasil e dos Países Baixos assinaram um tratado para evitar o imposto duplo nos dois países.
Em 2011, o Brasil e os Países Baixos assinaram um acordo de cooperação militar, que inclui o treinamento militar conjunto em operações de paz. No ano seguinte, os dois países assinaram um acordo relacionado à logística e sobre a gestão de transporte  intermodal.

## Cooperação
Os Países Baixos foram do início da década de 2000 até o final de década de 2010 o maior investidor direto no Brasil. Em 2020, o Brasil tornou-se o terceiro maior exportador de produtos para os Países Baixos.
O país europeu é o maior importador de soja da União Europeia, e distribui dois terços para a Alemanha, Bélgica e Dinamarca. Os Países Baixos importam 60% da soja brasileira, que entra no país pelos portos de Amsterdã e Roterdã.